# Mangora mitu
Mangora mitu là một loài nhện trong họ Araneidae.
Loài này thuộc chi Mangora. Mangora mitu được Herbert Walter Levi miêu tả năm 2007.